# 4479 Charlieparker
A 4479 Charlieparker (ideiglenes jelöléssel 1985 CP1) a Naprendszer kisbolygóövében található aszteroida. Henri Debehogne fedezte fel 1985. február 10-én.